# Ética de mínimos
Ética de mínimos es una manera de ver a la filosofía práctica que tiene que ver con el deseo general de encontrar una mejor comunicación y entendimiento para hacer más amigables las inevitables relaciones con los demás, es denominada como Ética de justicia y constituye el momento deontológico de la Ética.
Hace referencia a las condiciones y comportamientos mínimos de convivencia comunes en los diferentes ámbitos sociales en el mundo. Está formada por elementos básicos en los que todos podemos estar de acuerdo y que posibilitan la convivencia y la tolerancia.

## Características
- Ideal de justicia
- Universales: Mínimo exigible a todo ser racional.
- De todas las culturas
- Relaciones con otros
- "Lo que es racional